# Goiatuba (kommun)
Goiatuba är en kommun i Brasilien.   Den ligger i delstaten Goiás, i den sydöstra delen av landet, 300 km sydväst om huvudstaden Brasília. Antalet invånare är 32 481.
Följande samhällen finns i Goiatuba:
- Goiatuba

Omgivningarna runt Goiatuba är en mosaik av jordbruksmark och naturlig växtlighet. Runt Goiatuba är det glesbefolkat, med 14 invånare per kvadratkilometer.